# Wyczegda
Wyczegda (ros. Вычегда) – rzeka w europejskiej części Rosji (w republice Komi i obwodzie archangielskim), prawy (najdłuższy) dopływ Dwiny o długości 1130 km i powierzchni zlewni 121 000 km².
Rzeka wypływa ze źródeł na południowym krańcu Grzbietu Timańskiego, a do Dwiny uchodzi koło miasta Kotłas.
Wyczegda jest spławna i żeglowna 959 km od ujścia wiosną oraz 693 km latem i jesienią. W dorzeczu rzeki znajduje się ponad 6000 niewielkich jezior.
Główne dopływy:
- lewe: Niem, Siewiernaja Kieltma, Łokczym, Sysoła;
- prawe: Wol, Wiszera, Wym.

Ważniejsze miejscowości nad Wyczegdą: Ust'-Kułom, Syktywkar, Ajkino, Żeszart, Mieżog, Solwyczegodsk.